# Округ Флоренс (Висконсин)
Округ Флоренс (енгл. Florence County) је округ у америчкој савезној држави Висконсин.

## Демографија
По попису из 2010. године број становника је 4.423, што је 665 (-13,1%) становника мање него 2000. године.
| Група             | 2000.         | 2010.         |
| Белци             | 4.981 (97,9%) | 4.287 (96,9%) |
| Афроамериканци    | 8 (0,2%)      | 10 (0,2%)     |
| Азијати           | 14 (0,3%)     | 13 (0,3%)     |
| Хиспаноамериканци | 23 (0,5%)     | 37 (0,8%)     |
| Укупно            | 5.088         | 4.423         |